# 1295
1295 (MCCXCV) var ett normalår som började en lördag i den julianska kalendern.

## Händelser

### Okänt datum
- Birger Magnusson blir myndig och därmed regerande svensk kung.
- Påven Bonifatius VIII utnämner Nils Allesson till ny svensk ärkebiskop, vilket går emot den danske ärkebiskopen Jens Grands önskan.
- Kexholms fästning går förlorat till ryssarna och det svenska korståget avslutas.
- Katedralen i Bolzano börjar byggas.
- Jakob II blir kung av Aragonien.
- Det första parlamentsmötena äger rum i Westminsterpalatset i London.
- Bygget av Beaumaris Castle på Anglesey börjar, som den sista ring av slott byggda av Edward I av för att underkuva Wales.[1]

## Födda
- Isabella av Frankrike, drottning av England 1308–1327 (gift med Edvard II)
- Johanna av Flandern, hertiginna och regent av Bretagne.

## Avlidna
- Fennena av Kujáva, drottning av Ungern.
- Margareta av Provence, drottning av Frankrike.
- Sancho IV av Kastilien, kung av Kastilien.
- 21 december – Erik av Brandenburg, ärkebiskop av Magdeburg.
- Padishah Khatun, regerande drottning av Kirman.

### Fotnoter
1. ↑  ”Welcome to Beaumaris”. http://www.beaumaris.com/. Läst 8 november 2010.